# Zbąszyńskie
Zbąszyńskie, nazwy oboczne: Błędno i Jezioro Zbąszyńskie – jezioro w zachodniej Polsce w województwie wielkopolskim, gmina Zbąszyń.

## Położenie
Jezioro leży w regionie nazywanym Bruzdą Zbąszyńską (315.44). Jezioro Zbąszyńskie jest jeziorem przepływowym, największym w ciągu Jezior Zbąszyńskich. Rzeka Obra dopływa do jeziora z południa poprzez przesmyk od strony Jeziora Nowowiejskiego i odpływa z części środkowej, kierując się najpierw na wschód (około 500 m), a następnie skręcając na północ.
Zbiornik położony jest na południowo-zachodnim krańcu miasta Zbąszyń. W jego bezpośrednim sąsiedztwie położone są wsie: Perzyny i Przyprostynia po stronie wschodniej, Nądnia i Nowa Wieś po stronie północno-zachodniej; a nieco dalej na południe, przy przesmyku łączącym z Jeziorem Nowowiejskim – miejscowość Nowa Wieś Zbąska.
Od północnej strony akwenu przebiega linia kolejowa Berlin-Warszawa ze stacją kolejową Zbąszyń.

## Hydronimia
Jezioro pojawia się w źródłach – w 1408 roku jako Blandno, a następnie lacus Blandno (1424), Blandno (1455, 1531), Bentschner See (1845), Bentschener See (1919), Jez. Zbąszyńskie (1935), Bentschener See (1944). Po 1945 roku nazwa jeziora podawana była zamiennie jako Zbąszyńskie lub Błędno. Państwowy rejestr nazw geograficznych jako nazwę urzędową akwenu podaje Zbąszyńskie, wymieniając nazwy oboczne Błędno oraz Jezioro Zbąszyńskie.

## Charakterystyka

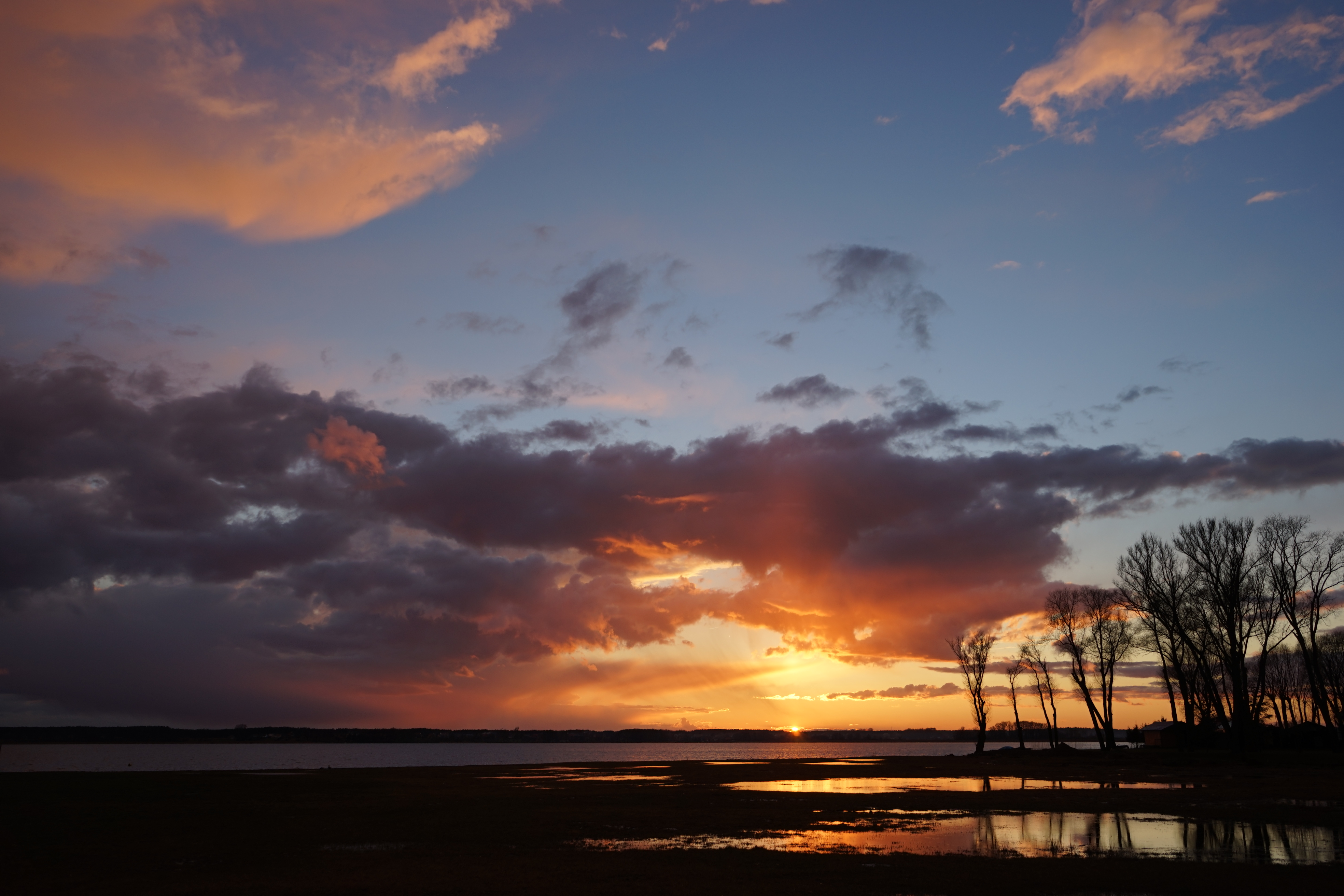
Zachód słońca nad jeziorem

Jest to jezioro rynnowe. Jezioro ma kształt wydłużony, z rynną ukierunkowaną południkowo; jego południową część stanowi poszerzone koryto dopływającej od południa Obry. Linia brzegowa jeziora jest słabo rozwinięta; zdecydowanie największą część stanowi brzeg płaski, bagnisty, znajdujący się przy wschodniej i północnej stronie.
W zlewni całkowitej (z jeziorem: 1290,7 km²) przeważają użytki rolne. Zlewnię bezpośrednią stanowią w większości lasy i tereny zakrzewione (około 60 proc.), pozostałą część zajmują zabudowania i grunty orne oddzielone od jeziora szerokim pasem trzcin.
Drugim, większym dopływem zbiornika jest rów bez nazwy, dopływający ze wschodu od strony miejscowości Perzyny. W północnej części jeziora znajduje się także kilka rowów, zaliczanych do odpływów z jeziora: rowy miejskie I i II płynące na północny wschód oraz odpływający na północ rów bez nazwy z okolic tzw. Dąbek ( czyli okolic dawnego zajazdu „Pod Dębami” - obecnie Hotel Navigator). W pobliżu rowów, na obszarze pomiędzy Zbąszyniem a Nądnią, działała dawniej i prowadziła prace Kopalnia Kredy Jeziornej i Torfu w Zbąszyniu.
Jezioro Zbąszyńskie należy do typu jezior sandaczowych, czyli płytkich, z brzegami gęsto porośniętymi trzciną i nieco słabiej rozwiniętymi łąkami podwodnymi. Na jeziorze prowadzona jest gospodarka rybacka.
Jezioro wykorzystywane jest zarówno do rekreacji pobytowej, jak i do uprawiania sportów wodnych.
W sezonie przewija się tu około 25 tysięcy osób. Indywidualna zabudowa letniskowa jest nieliczna, rozproszona. Przez jezioro przebiega szlak kajakowy, są tu doskonałe warunki do żeglowania. W Zbąszyniu funkcjonuje plaża miejska z kąpieliskiem, wypożyczalnią sprzętu pływającego i campingiem.